# Frozen (película de 2013)
Frozen (titulada: Frozen: El reino del hielo en España y Frozen: Una aventura congelada en Hispanoamérica) es una película de animación producida por Walt Disney Animation Studios y estrenada el 27 de noviembre de 2013. El guion está libremente inspirado en la historia de La reina de las nieves en el canon de Walt Disney Animation. Cuenta con las voces de Kristen Bell, Idina Menzel, Jonathan Groff, Santino Fontana y Josh Gad. La película fue ganadora de 2 Premios Óscar por Mejor Película Animada y Mejor Canción Original por «Let It Go».
Un tiempo después se creó un corto secuela titulado: Frozen Fever el cual se estrenó en cines en 2015 con la película Cenicienta. Además un mediometraje titulado Olaf's Frozen Adventure se estrenó en cines por tiempo limitado junto con Coco, de Pixar, el 22 de noviembre de 2017. Una secuela, esta vez como largometraje, titulada Frozen II, fue estrenada en noviembre de 2019. Otra secuela, Frozen III, se encuentra actualmente en etapa de desarrollo.

## Argumento
La historia se centra en la Reina Elsa de Arendelle, quien tiene poderes, puede crear hielo y nieve con sus manos. Se trata una habilidad que usa para jugar con su hermana menor, la Princesa Anna. Un día, mientras juegan las dos hermanas, Elsa hiere accidentalmente a su hermana. Sus padres, El Rey y La Reina de Arendelle, llevan a su hija Anna a una colonia de trolls liderados por Grand Pabbie, quien este último la cura y por su bien borra los recuerdos de ella con Elsa sobre sus poderes de hielo. También aconseja a Elsa que sus poderes, con el paso de los años, irán incrementando y deberá aprender a cómo controlarlos o de lo contrario, los mismos se saldrían de control. Sus padres deciden aislar a sus dos hijas, dentro del palacio. Elsa, preocupada ante todo lo que ha pasado, decide alejarse lo más posible de su hermana para protegerla, lo que provoca el distanciamiento entre ellas. Elsa elige anular su magia en lugar de controlarla, haciendo que se vuelva más insegura. Cuando las hermanas son adolescentes, sus padres desafortunadamente mueren en el mar. 
Tres años después de aquel incidente, cuando Elsa cumple 21 años, ella es coronada Reina de Arendelle. Esto la aterroriza porque teme que sus poderes se manifiesten enfrente de todos. El castillo reabre sus puertas y los miembros dignatarios de la realeza son invitados por primera vez en años. Dos de ellos son el  Duque de Weselton y el Príncipe Hans, del quien Anna se enamora al verlo. La coronación de Elsa surge sin problemas, pero sigue distante de Anna. Cuando Hans se le declara a Anna, Elsa se opone desatando sus poderes ante la corte. Elsa huye del reino, pero su magia suprimida envuelve a Arendelle en un eterno invierno. Al llegar a la Montaña del Norte, Elsa renuncia a su corona y crea un palacio de hielo en el que empieza a vivir una vida solitaria.
Anna se aventura a encontrar a Elsa y terminar el invierno, dejando a Hans a cargo del reino de Arendelle. Al perderse, Anna recoge suministros en la tienda de Wandering Oaken. Allí encuentra a un recolector de hielo, Kristoff, y su reno, Sven, quién le convence de llevarla a las montañas. Tras un ataque de lobos que hace que el trineo de Kristoff sea destruido, en plena caminata, se encuentran con Olaf, un alegre muñeco de nieve traído a la vida sin saberlo por Elsa, quien se ofrece a llevarlos a ella. Cuando el caballo de Anna regresa a Arendelle solo, Hans se dirige a buscarla, acompañada por los secuaces del duque, que tienen órdenes secretas de asesinar a Elsa. 
Al llegar al palacio de hielo, Anna se reúne con Elsa e intenta convencerla de volver; pero cuando ella revela lo que se ha convertido en Arendelle, Elsa se niega y agita; en medio de la discusión, Elsa congela el corazón de Anna. Ella entonces crea una criatura gigante de nieve, Marshmallow, que persigue a Anna, Kristoff, y Olaf lejos. El cabello de Anna empieza a ponerse blanco, por lo que Kristoff la lleva a conocer a los trolls, su familia adoptiva. Grand Pabbie revela que Anna seguirá congelándose a menos de que haga un acto de amor de verdad, lo cual revertirá el hechizo. Kristoff lleva a Anna hasta Hans para que pueda darle el beso. Hans y sus hombres llegan al palacio de Elsa, llevándola prisionera. Anna es entregada a Hans, pero se niega a besarla, revelando que en realidad ha estado planeando tomar el trono de Arendelle y planea eliminar a ambas hermanas. Encierra a Anna en un cuarto para morir, y miente a los dignatarios diciendo que Elsa la mató. Ordena la ejecución de la reina, pero ya había  escapado del encarcelamiento. 
Olaf libera a Anna y se aventuran en plena nevada afuera para encontrarse con Kristoff. Hans se enfrenta a Elsa afuera, afirmando que mató a Anna, causando que Elsa se derrumbara. Al ver a Hans a punto de decapitar a Elsa, Anna lo detiene saltando en el camino y termina perdiendo la vida al volverse una escultura de hielo. Elsa llora por la pérdida y abraza a su hermana, quien repentinamente deshiela; por lo que se demuestra su heroísmo constituyendo un acto de amor verdadero. 
Descubriendo que su magia es controlada por el amor, Elsa termina el invierno en la aldea. Tanto Hans como el duque son expulsados del reino, Anna y Kristoff se convierten en pareja, mientras que ambas hermanas se reúnen prometiendo nunca cerrar las puertas de nuevo.
En una escena poscréditos, se revela que Marshmallow había sobrevivido a la caída de su combate con Hans y los guardias reales de Arendelle. Éste regresa al castillo de hielo y encuentra la diadema de Elsa tirada en el suelo, donde éste se la coloca en su cabeza y comienza a sonreír alegremente.

## Producción
Disney estuvo trabajando en la adaptación de La reina de las nieves después de haber sido rechazada a finales de 2002. Sin embargo, en marzo de 2010 Disney renovó y puso en producción el proyecto y en junio de 2010 anunció que la película fue puesta a la obra. En diciembre de 2011, Disney anuncia un nuevo título para la película, Frozen, y una fecha de lanzamiento, 27 de noviembre de 2013. Un mes más tarde, se confirmó que la película sería una película de animación en 3D, CGI.
El 5 de marzo de 2012, el autor Eric Eisenburg informó los detalles originales sobre Frozen: «La historia está basada en el libro escrito por Hans Christian Andersen y se trata de una reina malvada que secuestra a un niño llamado Kai. Después de su desaparición, una joven llamada Gerda va a una aventura para salvarlo». La película está codirigida por Chris Buck, quien previamente codirigió Surf's Up y Tarzán de 1999, más tarde, se confirma a Jennifer Lee, anterior coguionista de Wreck-It Ralph, también codirectora junto a Buck, quien también escribe el guion de la misma. Al igual que muchas de las películas de animación de Disney de los últimos años, el proyecto fue supervisado por el jefe de Pixar, John Lasseter y el productor Peter Del Vecho y se realizó utilizando equipo de animación generada. Originalmente, la película iba a ser en animación clásica o también conocida como animación a mano, pero cuando John Lasseter (el que decide qué técnica puede ser útil para visualizar el proyecto de animación) leyó el guion, pensó y decidió que el estilo de la adaptación sería increíble usando la misma técnica en CGI/3D, técnica elegida y usada en Enredados, basada en Rapunzel escrito por Jacob y Wilhelm Grimm.
Fue a principios del 2013, que se anunció que Christophe Beck estaría a cargo de la banda sonora, haciendo pensar a muchos que Robert López y Kristen Anderson López fueron reemplazados a última hora. Pero más tarde, fue explicado que no fueron reemplazados, Robert y Kristen estarían a cargo de las canciones con música y letras, y Beck estaría encargado de la banda sonora (música de fondo que da vida a las escenas).
Este es el primer largometraje de Walt Disney Animation Studios dirigido por una mujer, pero la segunda película animada de Walt Disney Pictures después de Brave, de Pixar.

## Cortometraje adjunto
Disney Animation estrenó, junto a Frozen, un cortometraje como lo ha hecho los últimos años, al igual que Pixar. El cortometraje se titula «Mickey Mouse: Get a Horse!» en inglés; en español se ha traducido como: «Es hora de viajar», siendo dirigido por Lauren McMullan, que se ha convertido en la primera mujer en dirigir en solitario una película animada de Disney.

### Voces
- Walt Disney como Mickey Mouse.
- Marcellite Garner como Minnie Mouse.
- Billy Bletcher como Peg Leg Pete.

Aunque al principio se pensó que se trataba de un cortometraje perdido, no es así, y se puede decir que lo único auténtico del corto son las voces del reparto. Asimismo, el corto ha sido realizado por actuales animadores 2D de Walt Disney Animation Studios, en blanco y negro, con el objetivo de lograr la apariencia de los cortos propios de 1928.

## Desarrollo

### Orígenes
En 1943, Walt Disney y Samuel Goldwyn consideraron la posibilidad de colaborar en la producción de una película biográfica del autor y poeta Hans Christian Andersen, en el que el estudio de Goldwyn filmaría las secuencias en acción real de la vida de Andersen y Disney crearía las secuencias animadas. Las secuencias animadas mostrarían diversos trabajos de Andersen, como La sirenita, La pequeña cerillera, La reina de las nieves, Pulgarcita, El patito feo, Las zapatillas rojas y El traje nuevo del emperador. Walt y sus animadores tuvieron grandes problemas con La reina de las nieves, ya que no encontraban una manera para adaptar el personaje de la Reina de las Nieves a audiencias modernas. Incluso en la década de 1940, el departamento de animación de Disney observó un gran potencial en el material de origen, pero el personaje de la reina de las nieves demostró ser muy problemático. Este, además de otros factores, llevaron a la cancelación del proyecto entre Disney y Goldwyn. Goldwyn decidió producir su propia versión en 1952 con el nombre de Hans Christian Andersen, con Danny Kaye como Andersen, Charles Vidor como director, Moss Hart como escritor y Frank Loesser escribiendo las canciones. Todos los cuentos de Andersen fueron, en cambio, narrados usando música y ballet, y usando imágenes en acción real como el resto de la película. Esta película obtuvo seis nominaciones a los Premios Óscar al año siguiente. En Disney, La reina de las nieves y otros proyectos relacionados con los cuentos de Andersen (incluyendo La Sirenita), fueron archivados.

### Revitalización
El 22 de diciembre de 2011, después del éxito de Tangled, Disney anunció un nuevo título para el filme, Frozen, una fecha de estreno, el 27 de noviembre de 2013, y un equipo diferente al del intento anterior. Un mes después, se confirmó que la película usaría animación por ordenador en estereoscópica 3D, en vez de la animación a mano antes propuesta. El 5 de marzo de 2012 se anunció que Chris Buck dirigiría la película, con John Lasseter y Peter Del Vecho en la producción.

## Relación con la historia original de Andersen
Si bien el filme parece no tener mayor relación con la historia original, se puede observar que varios personajes tienen base en caracteres de esta.
- Elsa: Comparte características tanto de la reina de las nieves como del personaje de Kai. En la historia original Kai es raptado por la reina de las nieves, en el filme Elsa escapa por su propio poder. Por otra parte en el original Gerda parte en busca de su amigo, en la película Anna parte en busca de su hermana.
- Anna: Es una concepción del personaje de Gerda, quien es una niña inocente que parte en busca de su amigo cuando este es raptado por la reina de las nieves.
- Kristoff: Tiene base en la niña dueña de un alce que ayuda a Gerda a pesar de tener una actitud bastante desagradable. El personaje tiene un cambio de sexo y de personalidad, haciendo un personaje mucho más agradable. Además Kristoff también tiene un alce.
- Hans: Este personaje tiene base en El Espejo de la historia original, quien trae las desdichas a Gerda y Kai y provoca que la reina de las nieves rapte al chico.
- Oaken: Comparte similitudes con la vieja bruja del original, está en el camino que Anna emprende y esta se detiene en su tienda.
- Sven: Es el mismo concepto que el alce de la historia original.

## Canciones originales de la banda sonora
| Título original                                            | Hispanoamérica                    | España                            | Personaje(s)                            |
| ---------------------------------------------------------- | --------------------------------- | --------------------------------- | --------------------------------------- |
| Frozen Heart                                               | Helado corazón                    | Corazón de hielo                  | Recolectores de hielo                   |
| Do You Want to Build a Snowman?                            | ¿Y si hacemos un muñeco?          | Hazme un muñeco de nieve          | Anna bebe, Anna niña y Anna adolescente |
| For the First Time in Forever                              | Finalmente y como nunca           | Por primera vez en años           | Anna y Elsa                             |
| Love Is an Open Door                                       | La puerta es el amor              | La puerta hacia el amor           | Anna y Hans                             |
| Let It Go (ganadora del Óscar a la mejor canción original) | Libre soy                         | ¡Suéltalo!                        | Elsa                                    |
| Reindeer(s) Are Better Than People                         | Renos mejores que humanos         | Renos mejor que personas          | Kristoff y Sven                         |
| In Summer                                                  | Verano                            | En verano                         | Olaf                                    |
| For the First Time in Forever (Reprise)                    | Finalmente y como nunca (Reprise) | Por primera vez en años (Reprise) | Anna y Elsa                             |
| Fixer Upper                                                | Reparaciones                      | Sólo tiene que mejorar un poco    | Trolls                                  |
| Let it Go (versión de Demi Lovato)                         | Libre soy (versión de Tini)       | Libre soy (versión de Tini)       | Elsa                                    |

## Doblaje
| Personaje              | Actor de voz original | Doblaje para Hispanoamérica | Doblaje para España |
| ---------------------- | --- | --- | --- |
| Elsa                   | Idina Menzel (diálogos y canciones) Eva Bella - 8 a 11 años Spencer Lacey Ganus - 12 a 15 años                                                                | Carmen Sarahi (diálogos y canciones) Regina Ruíz Carrillo - 8 a 11 años Andrea Arruti (†) - 12 a 15 años                             | Ana Esther Alborg (diálogos) Gisela (canciones) Paula Coria - 8 a 11 años Paula Ribó - 12 a 15 años                                                                              |
| Anna                   | Kristen Bell (diálogos y canciones) Livvy Stubenrauch - 5 a 9 años (diálogos) Katie López - 5 a 9 años (canciones) Agatha Lee Monn - 10 a 15 años (canciones) | Romina Marroquín Payró (diálogos y canciones) Andrea Gómez - 5 a 9 años (diálogos y canciones) Sara Gómez - 10 a 15 años (canciones) | Laura Pastor (diálogos) Carmen López Pascual (canciones) Pilar Sarmentera - 5 a 9 años (diálogos) Emma Amselem - 5 a 9 años (canciones) Naima Barroso - 10 a 15 años (canciones) |
| Kristoff               | Jonathan Groff Tyree Brown (niño) | José Gilberto Vilchis | Javier Lorca (diálogos) Erik Cruz (canciones) |
| Olaf                   | Josh Gad | David Filio | Miguel Antelo |
| Hans                   | Santino Fontana | Hugo Serrano | David Robles (diálogos) Toni Menguiano (canciones) |
| Duque de Weselton      | Alan Tudyk | Roberto Carrillo | Miguel Zúñiga |
| Pabbie                 | Ciarán Hinds | Héctor Lama Yazbek | Javier Franquelo |
| Oaken                  | Chris Williams | Idzi Dutkiewicz | Abraham Aguilar |
| Kai                    | Stephen John Anderson | Sebastián Llapur | Antonio Esquivias |
| Gerda                  | Edie McClurg | Beatriz Aguirre | Marisa Marco |
| Rey Agdar de Arendelle | Maurice LaMarche | Raúl Anaya | Eduardo del Hoyo |
| Malvavisco             | Paul Briggs | Juan Carlos Tinoco | Pedro Tena |

## Recepción

### Taquilla
La película recaudó 67.391.326 dólares en su primer fin de semana en Estados Unidos y 16.700.000 en otros territorios para un total de 84.091.326 en todo el mundo.
Hasta el final de su tiempo en taquilla, la película recaudó 400.738.009 dólares en la taquilla estadounidense y 875.742.326 en la taquilla extranjera, recaudando así un total de 1.280.219.009 dólares, situándose en el puesto #28 y #9 de las películas más taquilleras de Estados Unidos y del mundo, respectivamente.
Es la película de mayor recaudación de 2013. Además, es la película más taquillera de los clásicos de Disney y la segunda película animada más taquillera que no es secuela de todo los tiempos

### Crítica
La película recibió reseñas positivas de parte de la crítica y de la audiencia. En el portal de internet Rotten Tomatoes, la película posee una aprobación de 90 %, basada en 242 reseñas, con una puntuación de 7.7/10 por parte de la crítica, mientras que de parte de la audiencia tiene una aprobación de 86 % basada en 306 291 votos y con una puntuación de 4.2/5.
La página Metacritic le ha dado a la película una puntuación de 74 de 100, basada en 43 reseñas, indicando "reseñas generalmente positivas". 
Las audiencias de CinemaScore le han dado una puntuación de "A+" en una escala de A+ a F, mientras que en el sitio IMDb los usuarios le han dado una puntuación de 7.5/10, con base en más de 472 000 votos. En FilmAffinity ha recibido una calificación de 6.5/10, basada en más de 39 000 votos.

## Premios y nominaciones

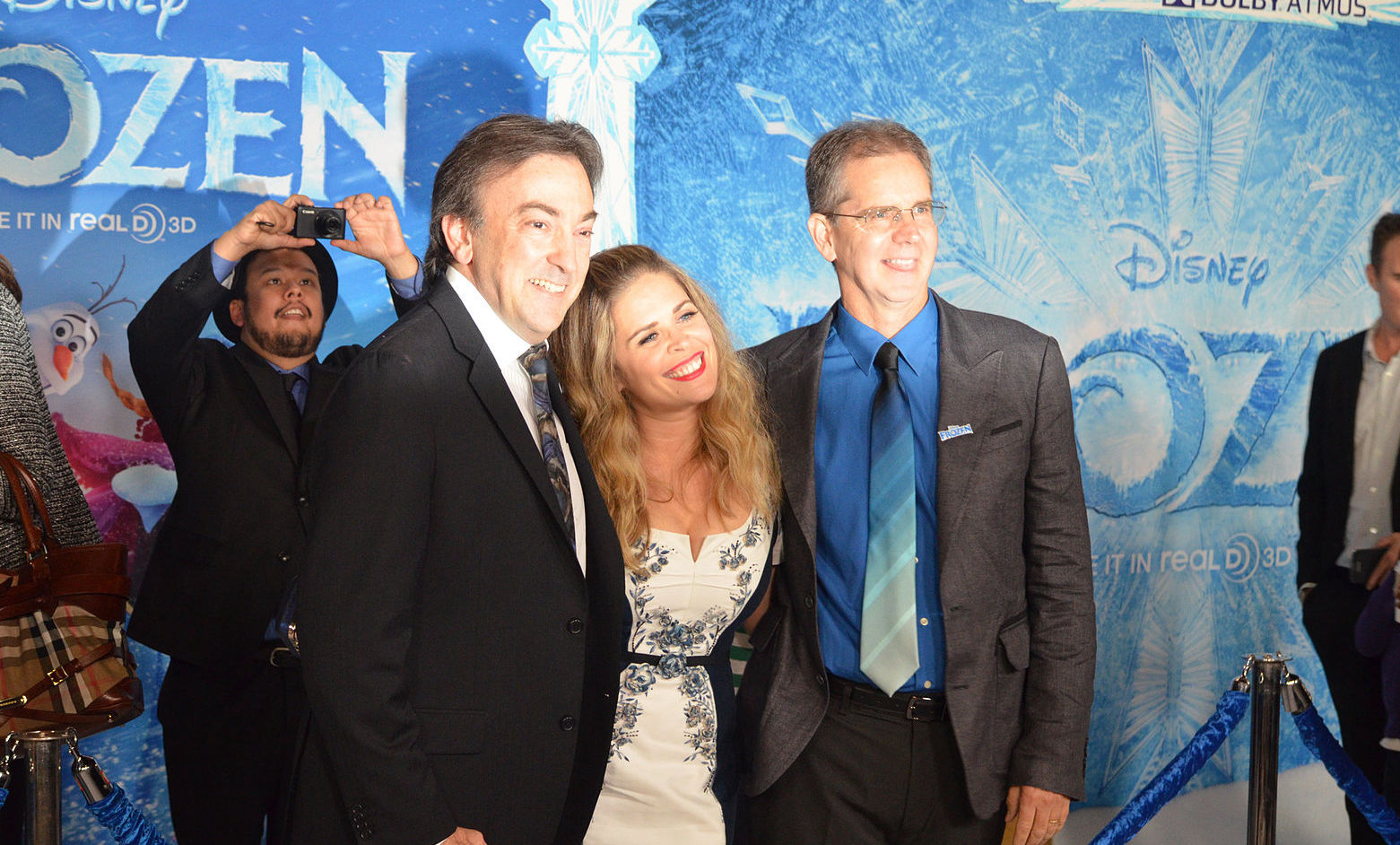
Peter Del Vecho, Jennifer Lee y Chris Buck en la premier de Frozen

### Premios Óscar
| Año  | Categoría              | Nominado               | Resultado |
| ---- | ---------------------- | ---------------------- | --------- |
| 2014 | Mejor película animada | Mejor película animada | Ganador   |
| 2014 | Mejor canción original | Let it Go              | Ganador   |

### Globo de oro
| Año  | Premio               | Categoría              | Resultado |
| ---- | -------------------- | ---------------------- | --------- |
| 2014 | Premios Globo de Oro | Mejor película animada | Ganador   |
| 2014 | Premios Globo de Oro | Mejor canción original | Nominado  |

### Premios BAFTA
| Año  | Categoría              | Resultado |
| ---- | ---------------------- | --------- |
| 2014 | Mejor película animada | Ganador   |

### Critic choice awards
| Año  | Categoría                             | Resultado |
| ---- | ------------------------------------- | --------- |
| 2014 | Mejor película animada                | Ganador   |
| 2014 | Mejor canción original Ashley Faerron | Ganador   |

### Premios Annie
| Año  | Categoría                                             | Nominado                                            | Resultado |
| ---- | ----------------------------------------------------- | --------------------------------------------------- | --------- |
| 2014 | Mejor película animada                                | Frozen                                              | Ganador   |
| 2014 | Mejor dirección en una película animada               | Ashley Faerron Telles Jennifer Lee                  | Ganador   |
| 2014 | Mejor dirección musical en una película animada       | Robert López Kristen Anderson-Lopez Christophe Beck | Ganador   |
| 2014 | Mejor dirección de producción en una película animada | Michael Giaimo Lisa Keene David Womersley           | Ganador   |
| 2014 | Mejor actuación de voz en película animada            | Josh Gad                                            | Ganador   |
| 2014 | Logro excepcional en animación de caracteres          | Tony Smeed                                          | Nominado  |
| 2014 | Logro excepcional en diseño de caracteres             | Bill Schwab                                         | Nominado  |
| 2014 | Logro excepcional de creación de guion gráfico        | John Ripa                                           | Nominado  |
| 2014 | Mejor guion                                           | Jennifer Lee                                        | Nominado  |
| 2014 | Logro excepcional de edición                          | Jeff Draheim                                        | Nominado  |

### Billboard Music Awards
| Año  | Categoría                       | Nominado  | Resultado |
| ---- | ------------------------------- | --------- | --------- |
| 2015 | Mejor banda sonora              | Frozen    | Ganador   |
| 2015 | Mejor Canción Streaming (vídeo) | Let It Go | Nominado  |

### Boston Society of Film Critics Awards
| Año  | Categoría              | Nominado | Resultado |
| ---- | ---------------------- | -------- | --------- |
| 2013 | Mejor película animada | Frozen   | Nominado  |

### Broadcast Film Critics Association Awards
| Año  | Categoría              | Nominado  | Resultado |
| ---- | ---------------------- | --------- | --------- |
| 2014 | Mejor película animada | Frozen    | Ganador   |
| 2014 | Mejor canción original | Let it go | Ganador   |

### Chicago Film Critics Association Awards
| Año  | Categoría              | Nominado                                            | Resultado |
| ---- | ---------------------- | --------------------------------------------------- | --------- |
| 2014 | Mejor película animada | Gabriel Guy David E. Fluhr Casey Stone Mary Jo Lang | Ganador   |

### Dubai International Film Festival
| Año  | Nominado                | Resultado |
| ---- | ----------------------- | --------- |
| 2013 | Chris Buck Jennifer Lee | Ganador   |

### 3D Society Awards
| Año  | Categoría                        | Resultado |
| ---- | -------------------------------- | --------- |
| 2014 | Mejor película animada en 3D     | Ganador   |
| 2014 | Mejor estereografía de animación | Ganador   |

### New York Film Critics Circle Awards
| Año  | Categoría              | Nominado | Resultado |
| ---- | ---------------------- | -------- | --------- |
| 2013 | Mejor película animada | Frozen   | Ganador   |

### Online Film Critics Society Awards
| Año  | Categoría              | Nominado | Resultado |
| ---- | ---------------------- | -------- | --------- |
| 2014 | Mejor película animada | Frozen   | Ganador   |

### Visual Effects Society Awards
| Año  | Categoría                                               | Nominado | Resultado |
| ---- | ------------------------------------------------------- | -------- | --------- |
| 2014 | Mejor animación en una película animada                 | Frozen   | Ganador   |
| 2014 | Mejor personaje en una película animada                 | Frozen   | Ganador   |
| 2014 | Mejor creación de un ambiente en una película animada   | Frozen   | Ganador   |
| 2014 | Mejores FX y simulación animada en una película animada | Frozen   | Ganador   |

### PGA Awards
| Año  | Categoría                           | Nominado        | Resultado |
| ---- | ----------------------------------- | --------------- | --------- |
| 2014 | Mejor productor de película animada | Peter Del Vecho | Ganador   |

### Satellite Awards
| Año  | Categoría              | Nominado  | Resultado |
| ---- | ---------------------- | --------- | --------- |
| 2014 | Mejor película animada | Frozen    | Ganador   |
| 2014 | Mejor canción original | Let it go | Ganador   |

### Nickelodeon's Kids' Choice Awards
| Año  | Categoría                       | Nominado | Resultado |
| ---- | ------------------------------- | -------- | --------- |
| 2014 | Mejor película animada, del año | Frozen   | Ganador   |

## Eslóganes de la película
| Periodo       | Eslóganes              |
| ------------- | ---------------------- |
| 2013-Presente | Una aventura congelada |
| 2014          | El reino del hielo     |